# Список заслуженных тренеров СССР (лёгкая атлетика)
Почётное спортивное звание, присваивалось в 1956—1992 годах.
| 1956 год |                                                                     |            |                         |                |                    |    |
| 1        | Алексеев Виктор Ильич (копьё, ядро)                                 | 04.08.1956 |                         | Ленинград      |                    | 1  |
| 2        | Денисов Николай Николаевич (бег с препятствиями)                    | 04.08.1956 |                         | Москва         |                    |    |
| 3        | Ионов Дмитрий Павлович (бег, прыжки в длину)                        | 04.08.1956 |                         | Ленинград      |                    |    |
| 4        | Марков Дмитрий Петрович (копьё, ядро, диск)                         | 04.08.1956 |                         | Москва         |                    |    |
| 5        | Никифоров Григорий Исаевич (бег, марафон)                           | 04.08.1956 |                         | Ленинград      |                    |    |
| 6        | Озолин Николай Георгиевич (тройной прыжок)                          | 04.08.1956 |                         | Москва         |                    |    |
| 7        | Синицкий Зосима Петрович (бег с барьерами, копьё)                   | 04.08.1956 |                         | Киев           |                    |    |
| 8        | Хоменков Леонид Сергеевич (бег с барьерами, копьё)                  | 04.08.1956 |                         | Москва         |                    | 34 |
| 9        | Шукевич Евгений Михайлович (молот)                                  | 04.08.1956 |                         | Минск          |                    |    |
| 1957 год |                                                                     |            |                         |                |                    |    |
| 1        | Герчес Адольф Петрович                                              | ??.02.1957 | ??.??.1909              | Ростов-на-Дону | «Буревестник»      |    |
| 2        | Дьячков Владимир Михайлович                                         | ??.02.1957 |                         | Москва         |                    |    |
| 3        | Козловский Пётр Игнатьевич (ходьба)                                 | ??.02.1957 |                         | Ленинград      | «Буревестник»      |    |
| 4        | Садовский Вячеслав Витольдович (бег с барьерами)                    | ??.02.1957 |                         | Ленинград      | «Буревестник»      |    |
| 5        | Сергеев Иван Петрович (диск, копьё, пятиборье, десятиборье)         | ??.02.1957 |                         | Москва         | «Динамо»           |    |
| 6        | Сулиев Леван Григорьевич (копьё)                                    | ??.02.1957 | ??.??.1909 — ??.05.1970 | Ленинград      | «Буревестник»      |    |
| 7        | Левинсон Борис Борисович (молот)                                    | ??.06.1957 |                         | Минск          |                    |    |
| 8        | Никифоров Порфирий Иванович (бег с барьерами)                       | ??.12.1957 |                         | Одесса         |                    |    |
| 9        | Александров Алексей Иванович                                        | ??.??.1957 |                         |                |                    |    |
| 10       | Баркалая Виктор Константинович (бег)                                | ??.??.1957 | ??.??.1912 — ??.??.???? |                |                    |    |
| 11       | Ванин Феодосий Карпович (бег)                                       | ??.??.1957 |                         |                |                    |    |
| 12       | Гойхман Павел Наумович (прыжки в высоту)                            | ??.??.1957 |                         |                |                    |    |
| 13       | Кузнецов Сергей Ильич (прыжки в длину, десятиборье, эстафетный бег) | ??.??.1957 |                         |                |                    |    |
| 14       | Сафаров Афган Гейдар оглы (бег)                                     | ??.??.1957 | ??.??.1918 — ??.??.1990 |                |                    |    |
| 15       | Степанов Пётр Сергеевич (бег, бег с барьерами)                      | ??.??.1957 |                         |                |                    |    |
| 1958 год |                                                                     |            |                         |                |                    |    |
| 1        | Биргер Николай Ефимович                                             | ??.12.1958 | ??.??.1904              | Минск          |                    |    |
| 2        | Андреев Виктор Александрович                                        | ??.??.1958 | ??.??.1908              |                | Советская Армия    |    |
| 1959 год |                                                                     |            |                         |                |                    |    |
| 1        | Дьячков Борис Михайлович (диск, прыжки в высоту)                    | ??.??.1959 |                         |                |                    |    |
| 1960 год |                                                                     |            |                         |                |                    |    |
| 1        | Голованов Николай Александрович (марафон)                           | ??.01.1960 | ??.??.1911 — ??.??.1992 |                |                    |    |
| 2        | Коробков Гавриил Витальевич (прыжки в длину, десятиборье)           | ??.01.1960 |                         |                |                    |    |
| 3        | Оббариус Дмитрий Иванович (прыжки в длину)                          | ??.01.1960 | ??.??.1910 — ??.??.1985 | Львов          |                    |    |
| 4        | Атаманов Виктор Васильевич                                          | ??.12.1960 |                         | Ленинград      | «Буревестник»      |    |
| 5        | Волков Владимир Васильевич (прыжки в длину, десятиборье)            | ??.12.1960 |                         | Москва         | «Динамо»           |    |
| 6        | Митропольский Леонид Александрович (ядро, диск)                     | ??.12.1960 |                         | Москва         | «Динамо»           |    |
| 1961 год |                                                                     |            |                         |                |                    |    |
| 1        | Лутковский Евгений Михайлович (метания)                             | ??.03.1961 | 24.09.1922 — 25.03.2001 | Ленинград      | «Зенит»            |    |
| 2        | Лукьянов Георгий Сергеевич (копьё, диск)                            | ??.03.1961 | 17.04.1922 — ??.??.1999 | Ленинград      | «Зенит»            |    |
| 1962 год |                                                                     |            |                         |                |                    |    |
| 1        | Рохлин Эдмунд Исидорович (прыжки в высоту)                          | ??.03.1962 |                         | Ленинград      | «Трудовые резервы» |    |
| 2        | Турова Галина Филипповна (прыжки в длину)                           | ??.05.1962 |                         | Москва         | «Динамо»           |    |
| 1963 год |                                                                     |            |                         |                |                    |    |
| 1        | Шляжас Юозас Юльевич                                                | 12.03.1963 | ??.??.1925              | Каунас         |                    |    |

## 1963
- Анокина, Людмила Григорьевна (копьё)

## 1964
- Куду, Фред Оттович 4.1.1917 — 29.9.1988[12] (десятиборье)

## 1965
- Аракелян Оганес
- Вайксаар, Виктор 10.4.1909 — 24.11.1982[13]
- Вакуров, Сергей Алексеевич 1915—2007 (бег)
- Калам, Вальтер 19.7.1911 — 22.11.1973[14]
- Константинов, Олег Вячеславович 1918—1982 (копьё, прыжки в длину)
- Чикин, Александр Александрович (бег)

## 1966
- Ягодин, Виктор Михайлович 1923—2005 (шест)

## 1968
- Керселян, Акоп Самвелович (прыжки в длину)
- Маззалитис, Валентин Эрнестович 9.2.1930 (копьё)
- Пожидаев, Иван Семёнович
- Фруктов, Анатолий Леонидович 1919—1985

## 1969
- Поляков, Василий Ипполитович 10.1.1910—1996 (ходьба)

## 1970
- Кузнецов, Евгений Филиппович 1921—2011 (бег)
- Петровский, Валентин Васильевич 15.2.1922 (бег)

## 1971
- Буханцов, Ким Иванович 25.11.1932 (диск)
- Гокиели, Елена Степановна (бег)
- Либкинд, Лев Соломонович 1911—2007 (десятиборье)

## 1972
- Выставкин, Николай Иванович (молот)
- Евтушок, Сергей Семенович (молот)
- Казанцев, Виктор Алексеевич (бег)
- Кароблене, Фелиция Юозовна 1936 (бег)
- Кацман, Владимир Яковлевич 1929 (десятиборье)
- Коваленко, Анатолий Акимович 01.01.1916 — 17.09.1995 (десятиборье)[15]
- Креер, Витольд Анатольевич (тройной прыжок)
- Лонский, Виктор Алексеевич 11.04.1927 — 20.04.2004 (прыжки в высоту)[16]
- Степанчонок, Иван Андреевич (бег с барьерами)

## 1973
- Дармо, Вадим Константинович 18.6.1925 (десятиборье)
- Токарь, Иван Михайлович 7.5.1919—1992 (бег)

## 1976
- Бондарчук, Анатолий Павлович (молот)
- Малышев, Николай Егорович (бег)

## 1978
- Воронкин, Василий Иванович 1928—2001
- Сапронов, Евгений Григорьевич (снято в 1985)
- Телегин, Василий Иванович 1936—2005

## 1979
- Гадович, Иван Иванович 1935
- Карпавичус, Альгирдас Юльевич 1929
- Розенфельд, Ванадий Яковлевич (шест)
- Серопегин, Дмитрий Сергеевич 26.3.1936-?[17] (десятиборье)
- Тюрин, Юрий Дмитриевич (бег)

## 1980
- Бартенев, Леонид Владимирович (бег)
- Биляза, Александр Алексеевич
- Бухашеев, Александр Григорьевич (бег)
- Возняк, Станислав Владимирович
- Гноевой, Борис Александрович
- Грива, Марис Паулович 1944 (копьё)
- Гущин, Эдуард Викторович (ядро)
- Денисенко, Пётр Иванович (шест)
- Жубряков, Геннадий Николаевич (бег)
- Куличенко, Валерий Георгиевич (бег, марафон)
- Кялле, Уно Ясович 16.06.1931 — 20.07.2009[18]
- Лусис, Янис Вольдемарович (копьё)
- Лямцев, Михаил Игнатьевич
- Маслаков, Валентин Михайлович (бег)
- Паламарчук, Иван Андреевич (молот, ядро)
- Политико, Николай Иванович (бег)
- Соковнин, Валерий Петрович (бег)
- Тер-Ованесян, Игорь Арамович (прыжки в длину)
- Ушаков, Александр Александрович 17.6.1938 (десятиборье)
- Фёдоров, Юрий Павлович (диск)
- Чевычалов, Георгий Иванович (бег с барьерами)
- Чистяков, Валентин Викторович (бег с барьерами)
- Щенников, Борис Филиппович (бег с барьерами)
- Эльтерман, Лев Матвеевич 1936 (прыжки в длину)
- Юргенстейн, Яан Теодорович 20.12.1929 — 23.06.2000[19]

## 1981
- Волков, Юрий Николаевич (шест)
- Гигаури, Илья Константинович (копьё)
- Петрова, Зоя Евсеевна (бег)

## 1983
- Бухарина, Галина Петровна (бег)
- Загорулько, Евгений Петрович (прыжки в высоту)
- Никонов, Игорь Иванович (шест)[20]
- Петров, Виталий Афанасьевич (шест)
- Робулец, Борис Михайлович (прыжки в высоту)
- Тимашков, Игорь Борисович (молот) 27.10.1939
- Юлин, Анатолий Иванович (бег с барьерами)

## 1985
- Беляев, Леонид Николаевич 23.2.1941 (бег)
- Зелинский, Владислав Владимирович (бег)
- Зотько, Роберт Максимович (прыжки в длину)
- Иванов, Анатолий Дмитриевич
- Карапетов, Валерий Васильевич (десятиборье)
- Краузе, Виктор Иванович (марафон)
- Купоросов, Борис Николаевич (прыжки в высоту) 25.4.1939 — 31.12.2004
- Кухно, Василий Михайлович 29.04.1937 — 02.06.2002[21][22]
- Милешин, Лев Дмитриевич 1928—1991 (ядро)
- Плескач-Стыркина, Светлана Павловна (ходьба)
- Самотесов, Вячеслав Дмитриевич 1935—1998
- Швецов, Виктор Иванович (ходьба) 1.1.1942-18.11.2020

## 1987
- Вогуль, Анатолий Иванович (прыжки в высоту)
- Лобастов, Сергей Андрианович (ходьба)
- Степанов, Вячеслав Владимирович 22.9.1946 (бег)

## 1988
- Бондаренко, Владимир Алексеевич 1956 (бег)
- Ларин, Александр Сергеевич 14.12.1952 (бег)
- Мальцев, Николай Павлович 25.12.1938 (бег)[23]
- Подоплелов, Юрий Васильевич 28.8.1946 (ходьба)
- Федорец, Владимир Андреевич (бег)

## 1989
- Бадуев, Анатолий Иванович (бег)
- Бельцер, Яков Иосифович 26.7.1928 (диск, ядро)
- Голубничая, Мария Васильевна (бег)
- Коган, Валерий Романович — 13.4.2019 (шест)[24]
- Кревцев, Игорь Николаевич (прыжки в длину)
- Ярас, Витаутас Ионович (диск)

## 1990
- Бакаринов, Юрий Михайлович (молот)
- Дубовик, Алексей Иванович 28.03.1939 (бег)[25]
- Леоненко, Иван Фёдорович (бег)
- Наумов, Геннадий Сергеевич (бег)
- Пудов, Николай Иванович 1930—1999 (бег)

## 1991
- Агрызкин, Александр Федорович 2.11.1927-23.5.2020
- Бондаренко, Сергей Кириллович
- Иванов, Петр Петрович 1.10.1941[26]
- Киба, Владимир Николаевич
- Кузнецов, Михаил Павлович 12.1.1955 (марафон)
- Лис, Виктор Мелентьевич 1.8.1957[27]
- Мартьянов, Евгений Владимирович 1938
- Никитин, Анатолий Михайлович (бег с барьерами)
- Нурутдинов, Фоат Шайхутдинович (бег)
- Попов, Владимир Васильевич 13.05.1937 (бег) (№ 2214)
- Семенов, Геннадий Семенович 12.11.1945 (ходьба)
- Соколов, Вячеслав Фёдорович (тройной прыжок)
- Узлов, Георгий Дмитриевич
- Фадеев, Борис Михайлович 21.6.1927 (бег)
- Ярохмедов, Курбан Абдулаевич 1958

## 1992
- Авербух, Валерий Иосифович (десятиборье)
- Андреев, Алексей Викторович
- Голубцов, Анатолий Васильевич 25.10.1951 (тройной прыжок)[28]
- Гусева, Антонина Михайловна
- Доровских, Виктор Борисович 19.10.1950 (ходьба)
- Зеличёнок, Вадим Борисович 14.1.1956
- Литовченко, Павел Федорович 1952—2012 (бег)
- Овсяник, Мечислав Николаевич
- Рузин, Борис Анатольевич 12.12.1958
- Семёнов, Виктор Семёнович (ходьба)
- Скулябин, Алексей Борисович (шест)

## неизв
- Буланчик, Евгений Никитич (бег с барьерами) (на 82 — зтр УССР; на 90 — зтр)
- Григалка, Отто Янович 1925—1993 (ядро)
- Дмитрусенко, Олег Захарович 23.11.1947 (? зтр РСФСР на 89)
- Домнин, Виктор Дмитриевич
- Ельянов, Яков Исаакович 3.9.1919 (бег) (??? — не было присвоено; зтр РСФСР на 85)
- Епишин, Сергей Дмитриевич
- Карапетян, Мкртыч (прыжки в длину) (? 89 или позже)
- Новожилов, Борис Яковлевич (бег) (? 89 или позже)
- Петинати, Константин Петрович 1915—2008 (бег) (? 80)
- Седых, Виктор Иннокентьевич
- Сосина, Елизавета Ивановна
- Хачатрян, Борис Смбатович (? 90-91)
- Чистяков, Юрий Николаевич 1934—1992 (прыжки в высоту)
- Юдин, Георгий Степанович
- Юшко, Бронислав Николаевич (? зтр УССР на 91)